# Tenis na Letních olympijských hrách 2020 – ženská dvouhra
Ženská dvouhra na Letních olympijských hrách 2020 probíhala od 24. do 31. července 2021. Do singlové soutěže tokijského olympijského turnaje nastoupilo šedesát čtyři tenistek. Dějištěm se staly dvorce s tvrdým povrchem DecoTurf v Tenisovém parku Ariake. Letní olympijské hry 2020 byly o rok odloženy kvůli pandemii covidu-19. Vzhledem k obnovení japonského nouzového stavu pro sílící epidemii v oblasti Tokia se hry konaly bez diváků. Obhájkyní zlaté medaile byla Portoričanka Mónica Puigová, která v červnu 2021 podstoupila druhou operaci poškozené rotátorové manžety a šlachy bicepsu v ramenním kloubu. Z olympiády se tak odhlásila.
Turnaj pořádaly Mezinárodní tenisová federace a Mezinárodní olympijský výbor. Ženská dvouhra byla součástí profesionálního okruhu WTA Tour. Hráčky si do žebříčku nepřipsaly žádné body. Hrálo se na dva vítězné sety. Tiebreak uzavíral každý set za stavu her 6–6.
Olympijskou vítězkou se stala 24letá Belinda Bencicová. Pro švýcarský tenis získala třetí olympijské zlato, první z dvouhry žen, a celkově pátou tenisovou medaili. Stříbro si odvezla 22letá Markéta Vondroušová, která se stala prvním českým tenistou v singlovém finále olympijského turnaje. Bronz připadl 26leté Elině Svitolinové, jež Ukrajině zajistila první olympijský kov z tenisových soutěží. 

## Turnaj

### Absentující tenistky
Z první světové desítky, ke dni kvalifikování 14. června 2021, se v Tokiu nepředstavily čtyři její členky. V závěru června se odhlásila třetí v pořadí Simona Halepová kvůli nedoléčenému zranění lýtka, které Rumunku vyřadilo již z French Open i Wimbledonu. Americká světová pětka Sofia Keninová se rovněž na konci června rozhodla vynechat akci zejména proto, že ji nemohl doprovázet nikdo z týmu. Sedmá žena žebříčku, Kanaďanka Bianca Andreescuová, odstoupila 12. července v souvislosti se zhoršující se situací koronavirové epidemie v oblasti Tokia, kde byl vyhlášen nouzový stav. O jednu příčku hůře postavená olympijská šampionka Serena Williamsová uvedla, že za absencí stojí více důvodů včetně předpokládaného odloučení od tříleté dcery. Její starší sestra Venus Williamsová neměla žebříčkové postavení k účasti, ale mohla obdržet účastnické místo pro olympijskou či grandslamovou šampionku. To ovšem přešlo na Australanku Samanthu Stosurovou kvůli redukovanému žebříčku čtyř výše postavených Američanek, které potvrdily start. Mezi nimi byla také 17letá Američanka Coco Gauffová, která musela odstoupit krátce před zahájením kvůli pozitivnímu covidovému testu.

### První, druhé a třetí kolo
Již v prvním kole dohrály všechny tři americké zástupkyně Jennifer Bradyová, Jessica Pegulaová a Alison Riskeová. Vůbec poprvé od roku 1920 tak žádná z Američanek nevyhrála zápas dvouhry. Egypťanka Majar Šarífová z první poloviny druhé světové stovky se kvalifikovala díky výhře na Afrických hrách 2019. Spolu s krajanem Mohamedem Safwatem se stali vůbec prvními egyptskými tenisty na olympijských hrách. V úvodním kole ale Šarífová nezvládla koncovky obou setů proti Švédce Rebecce Petersonové.

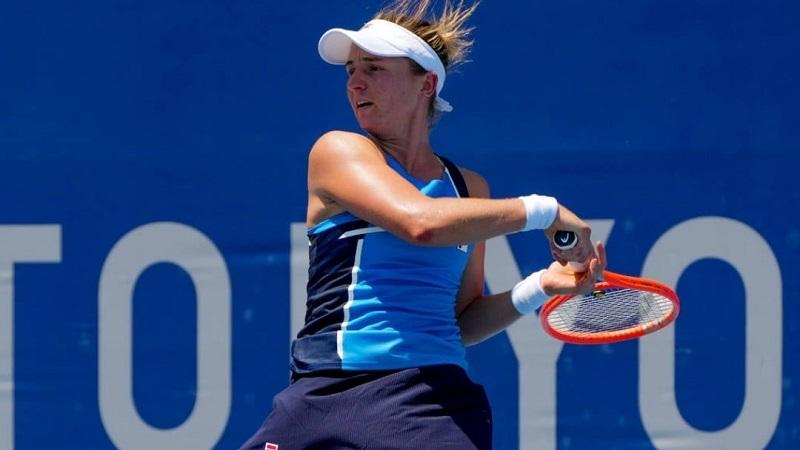
Nadia Podoroská dohrála ve třetím kole s Paulou Badosovou

Do turnaje zasáhly vítězky všech tří odehraných grandslamů probíhající sezóny. Australská světová jednička a wimbledonská šampionka Ashleigh Bartyová již v úvodním kole nestačila na Španělku Saru Sorribesovou Tormovou z konce první padesátky. V utkání se dopustila 55 nevynucených chyb. Z nasazených hráček první kolo nezvládly také americká turnajová jedenáctka Jennifer Bradyová, belgická dvanáctka Elise Mertensová a Nizozemka Kiki Bertensová. Třísetová porážka od Markéty Vondroušové pro 29letou Bertensovou znamenala ukončení profesionální kariéry, během níž vystoupala na čtvrté místo žebříčku.
Překvapením druhého kola se stalo vyřazení třetí ženy klasifikace Aryny Sabalenkové. S padesátou ženou světa Donnou Vekićovou z Chorvatska prohrála rozhodující tiebreak třetí sady. Padesátá devátá hráčka žebříčku Alison Van Uytvancková, jež v únoru 2021 podstoupila operaci kolena, ztratila úvodní set s obhájkyní bronzu Petrou Kvitovou. Následně však světové třináctce dovolila uhrát už jen tři gamy, když Češka v náročných klimatických podmínkách nenašla fyzické síly na aktivní pohyb po dvorci. Turnajovou šestku Igu Świątekovou v téže fázi zastavila Španělka z konce třetí desítky Paula Badosová.
Ve třetím kole dohrála vítězka únorového Australian Open a světová dvojka Naomi Ósakaová. Japonka se na zahajovacím ceremoniálu stala prvním tenistou, jenž zažehl olympijský oheň. O čtyřicet příček níže figurující Markéta Vondroušová však do utkání vstoupila dominantně a v první sadě ztratila jen jednu hru. Na úvod druhého dějství přišla sokolovská rodačka o servis, ale šňůrou tří gamů se do něj vrátila. Poté získala rozhodující brejk a za 68 minut potřetí v kariéře porazila úřadující světovou dvojku. V téže fázi ukončila cestu pavoukem také šampionka Roland Garros Barbora Krejčíková. Světová jedenáctka hladce vyhrála první set nad Švýcarkou Beindou Bencicovou, na úvod druhého jí sice prolomila servis, ale ve zbytku utkání získala už jen čtyři gamy. Z předchozích 24 zápasů odešla teprve podruhé poražena. Česká jednička a sedmá žena klasifikace Karolína Plíšková podruhé v sezóně nestačila na světovou jedenašedesátku Camilu Giorgiovou. Italce, která snížila vzájemný poměr utkání na 3–5, podlehla již o měsíc dříve na travnatém Viking International Eastbourne.

### Čtvrtfinále a semifinále
Čtvrtfinále se stalo konečnou fází pro finalistku French Open Anastasiji Pavljučenkovovou, na níž soupeřky v předchozích kolech uhrály jen sedm gamů. Stopku jí však vystavila Bencicová po třísetovém průběhu a poměr vzájemných duelů navýšila na 6–2. Dohrály také dvě Španělky. Světová devítka Garbiñe Muguruzaová ve dvou setech podlehla o jedenáct míst níže postavené Kazachstánce Jeleně Rybakinové, která jí oplatila měsíc starou porážku z berlínského Bett1open. Vítězka v utkání čelila pouze jedné brejkové hrozbě, jíž eliminovala. Vondroušové pak po prohrané úvodní sadě vzdala vyčerpaná Paula Badosová, která vstoupila do utkání vedením gamů 3–1. Následně však prohrála pět her v řadě. Zejména polední zápasy probíhaly v náročných podmínkách za vysokých teplot a vlhkosti vzduchu. Po kritice tenistů na nevhodnost časných začátků hracích dnů, reagovalo vedení turnaje ITF posunem duelů na 15 hodin, s  účinností od 29. července.
Třetí třísetovou bitvu v řadě zvládla v semifinále Švýcarka Belinda Bencicová, která za 2.46 hodiny zdolala Jelenu Rybakinovou. V úvodní sadě přitom otočila průběh ze stavu 2–5 a odvrátila pět setbolů. Rovněž v závěrečném dějství musela švýcarská hráčka dotahovat ztracené podání. Jako jediná ze semifinalistek stále hrála i čtyřhru. Jistotu olympijského kovu si následně zajistila Markéta Vondroušová, jež hladce přehrála 26letou světovou šestku Elinu Svitolinovou. V hodinovém duelu nastolila dominanci od stavu 2–2 a ve zbytku utkání ztratila jen dva gamy. Pasivní bilanci vzájemných utkání snížila na 2–3.

### Zápas o bronz: Elina Svitolinová první tenisovou medailistkou z Ukrajiny
Zápas o bronzovou medaili vyhrála 26letá Ukrajinka Elina Svitolinová, která ve vyrovnaném duelu za 2.24 hodiny přehrála o čtyři roky mladší Kazachstánku Jelenu Rybakinovou po setech 1–6, 7–6 a 6–4. První polovině duelu přitom dominovala světová dvacítka Rybakinová, která za stavu 6–1 a 3–1 bojovala při shodě o výhodu dvojitého brejku. Také v rozhodující sadě mohla kazachstánská reprezentantka získat náskok dvou prolomených podání, když Ukrajinka odvracela brejkboly za stavu 0–3 a 15:40. Od poměru 1–4 však Svitolinová vybojovala šňůrou pěti gamů olympijský kov. Zápas ukončila až sedmým proměněným mečbolem.
Elina Svitolinová jako jediná z poslední čtveřice hráček na olympiádě nedebutovala, ale vylepšila čtvrtfinálovou účast z LOH 2016 v Riu de Janeiru. Pro Ukrajinu získala první olympijskou medaili v tenise.

### Zápas o zlato: Švýcarka Belinda Bencicová olympijskou vítězkou
Olympijskou vítězkou se stala 24letá Švýcarka Belinda Bencicová, která za 2.30 hodiny porazila o dva roky mladší Češku Markétu Vondroušovou po třísetovém průběhu 5–7, 2–6 a 6–3. Na úvod rozhodující sady si přitom jako první prohrála servis, který si vzápětí vzala zpět rebrejkem. Obě aktérky si prolomily podání ještě jednou uprostřed sady. Rozhodující okamžik nastal za stavu 3–4 z pohledu servírující Vondroušové, když potřetí v závěrečném dějství ztratila podání. Švýcarská světová dvanáctka se slovenskými kořeny pak ukončila zápas druhým využitým mečbolem. Ve vzájemných utkáních se ujala vedení 2–1. Na okruhu WTA Tour vyhrála pátou singlovou trofej a první od moskevského Kremlin Cupu 2019.
Belinda Bencicová získala pro Švýcarsko třetí olympijské zlato, první z dvouhry žen, a celkově pátou tenisovou medaili. Navázala na triumfy Marca Rosseta z barcelonské dvouhry LOH 1992 a Federera s Wawrinkou ze čtyřhry LOH 2008 v Pekingu.
Markéta Vondroušová se na olympijském turnaji stala prvním českým tenistou ve finále dvouhry. Vylepšila tak bronzová umístění Jany Novotné z atlantských LOH 1996 a Petry Kvitové z LOH 2016 v Riu de Janeiru. Pro Česko vybojovala celkově sedmou medaili v tenise. Navázala také na olympijského šampiona z LOH 1988 Miloslava Mečíře, který v Soulu reprezentoval předchozí státní útvar Československo. Vondroušová se z pozice 42. ženy žebříčku zúčastnila olympiády jako pátá Češka v pořadí. Poslední, čtvrté účastnické místo v českém redukovaném žebříčku obsadila díky žebříčkové ochraně. V září 2019 podstoupila operaci zápěstí a předčasně ukončila sezónu. Pro olympijské hry mohla využít chráněný žebříček i s body za finále na French Open 2019 vzhledem ke zmrazení klasifikace v sezóně 2020. Žebříčková ochrana ji posunula na 16. místo před dvaadvacátou Karolínu Muchovou, čímž se stala čtvrtou kvalifikovanou olympioničkou z Česka.

## Harmonogram
| Harmonogram      | Harmonogram  | Harmonogram  | Harmonogram  | Harmonogram  | Harmonogram  | Harmonogram  | Harmonogram  | Harmonogram  | Harmonogram  | Harmonogram  | Harmonogram  |
| Datum            | 24. července | 25. července | 26. července | 27. července | 27. července | 28. července | 29. července | 30. července | 30. července | 31. července | 31. července |
| Zahájení (UTC+9) | 11:00        | 11:00        | 11:00        | 11:00        | 11:00        | 11:00        | 15:00        | 15:00        | 15:00        | 15:00        | 15:00        |
| ---------------- | ------------ | ------------ | ------------ | ------------ | ------------ | ------------ | ------------ | ------------ | ------------ | ------------ | ------------ |
| Ženská dvouhra   | 1. kolo      | 1. kolo      | 2. kolo      | 3. kolo      | 3. kolo      | čtvrtfinále  | semifinále   | —            | —            | o bronz      | o zlato      |

## Nasazení hráček
1.    Ashleigh Bartyová (AUS) (1. kolo)
 2.    Naomi Ósakaová (JPN) (3. kolo)
 3.    Aryna Sabalenková (BLR) (2. kolo)
 4.    Elina Svitolinová (UKR) (semifinále, bronzová medaile)
 5.    Karolína Plíšková (CZE) (3. kolo)
 6.    Iga Świąteková (POL) (2. kolo)
 7.    Garbiñe Muguruzaová (ESP) (čtvrtfinále)
 8.    Barbora Krejčíková (CZE) (3. kolo)
 9.    Belinda Bencicová (SUI) (vítězka, zlatá medaile)
10.    Petra Kvitová (CZE) (2. kolo)
11.    Jennifer Bradyová (USA) (1. kolo)
12.    Elise Mertensová (BEL) (1. kolo)
13.    Anastasija Pavljučenkovová  (ROC) (čtvrtfinále)
14.    Maria Sakkariová (GRE) (3. kolo)
15.    Jelena Rybakinová (KAZ) (semifinále, 4. místo)
16.    Kiki Bertensová (NED) (1. kolo)

## Pavouk
| Legenda                                                            |                                                |
| - ITF – pozvání ITF - PR – žebříčková ochrana - d – diskvalifikace | - Alt – náhradník - r – skreč - w/o – bez boje |

### Finálová fáze
|  | Čtvrtfinále | Čtvrtfinále                      | Čtvrtfinále               | Čtvrtfinále               | Čtvrtfinále |                      |                         | Semifinále              | Semifinále                | Semifinále                | Semifinále                | Semifinále                |                           |  | Finále o zlatou medaili | Finále o zlatou medaili | Finále o zlatou medaili | Finále o zlatou medaili | Finále o zlatou medaili |
|  |             |                                  |                           |                           |             |                      |                         |                         |                           |                           |                           |                           |                           |  |                         |                         |                         |                         |                         |
|  | 13          | Anastasija Pavljučenkovová (ROC) | 0                         | 6                         | 3           |                      |                         |                         |                           |                           |                           |                           |                           |  |                         |                         |                         |                         |                         |
|  | 9           | Belinda Bencicová (SUI)          | 6                         | 3                         | 6           |                      |                         |                         |                           |                           |                           |                           |                           |  |                         |                         |                         |                         |                         |
|  | 9           | Belinda Bencicová (SUI)          | 6                         | 3                         | 6           |                      | 9                       | Belinda Bencicová (SUI) | 7                         | 4                         | 6                         |                           |                           |  |                         |                         |                         |                         |                         |
|  |             |                                  |                           |                           |             |                      | 9                       | Belinda Bencicová (SUI) | 7                         | 4                         | 6                         |                           |                           |  |                         |                         |                         |                         |                         |
|  |             | 15                               | Jelena Rybakinová (KAZ)   | 62                        | 6           | 3                    |                         |                         |                           |                           |                           |                           |                           |  |                         |                         |                         |                         |                         |
|  | 15          | 15                               | Jelena Rybakinová (KAZ)   | 62                        | 6           | 3                    | Jelena Rybakinová (KAZ) | 7                       | 6                         |                           |                           |                           |                           |  |                         |                         |                         |                         |                         |
|  | 15          |                                  |                           |                           |             |                      | Jelena Rybakinová (KAZ) | 7                       | 6                         |                           |                           |                           |                           |  |                         |                         |                         |                         |                         |
|  | 7           | Garbiñe Muguruzaová (ESP)        | 5                         | 1                         |             |                      |                         |                         |                           |                           |                           |                           |                           |  |                         |                         |                         |                         |                         |
|  |             |                                  |                           |                           |             |                      |                         |                         |                           |                           |                           |                           |                           |  | 9                       | Belinda Bencicová (SUI) | 7                       | 2                       | 6                       |
|  |             |                                  | PR                        | Markéta Vondroušová (CZE) | 5           | 6                    | 3                       |                         |                           |                           |                           |                           |                           |  |                         |                         |                         |                         |                         |
|  |             | Camila Giorgiová (ITA)           | 4                         | 4                         |             |                      |                         |                         |                           |                           |                           |                           |                           |  |                         |                         |                         |                         |                         |
|  | 4           | Elina Svitolinová (UKR)          | 6                         | 6                         |             |                      |                         |                         |                           |                           |                           |                           |                           |  |                         |                         |                         |                         |                         |
|  | 4           | Elina Svitolinová (UKR)          | 6                         | 6                         |             | 4                    | Elina Svitolinová (UKR) | 3                       | 1                         |                           |                           |                           |                           |  |                         |                         |                         |                         |                         |
|  |             |                                  |                           |                           |             |                      | Elina Svitolinová (UKR) | 3                       | 1                         |                           |                           |                           |                           |  |                         |                         |                         |                         |                         |
|  |             | PR                               | Markéta Vondroušová (CZE) | 6                         | 6           |                      |                         |                         | Zápas o bronzovou medaili | Zápas o bronzovou medaili | Zápas o bronzovou medaili | Zápas o bronzovou medaili | Zápas o bronzovou medaili |  |                         |                         |                         |                         |                         |
|  |             | PR                               | Markéta Vondroušová (CZE) | 6                         | 6           | Paula Badosová (ESP) | 3                       | 0r                      | Zápas o bronzovou medaili | Zápas o bronzovou medaili | Zápas o bronzovou medaili | Zápas o bronzovou medaili | Zápas o bronzovou medaili |  |                         |                         |                         |                         |                         |
|  |             |                                  |                           |                           |             | Paula Badosová (ESP) | 3                       | 0r                      |                           |                           |                           |                           |                           |  |                         |                         |                         |                         |                         |
|  | PR          | Markéta Vondroušová (CZE)        | 6                         | 0                         |             |                      |                         |                         |                           |                           |                           |                           |                           |  | 15                      | Jelena Rybakinová (KAZ) | 6                       | 65                      | 4                       |
|  |             |                                  |                           |                           |             |                      |                         |                         |                           |                           |                           |                           |                           |  | 4                       | Elina Svitolinová (UKR) | 1                       | 7                       | 6                       |

### Horní polovina

#### 1. sekce
| První kolo | První kolo             | První kolo | První kolo | První kolo |  |  | Druhé kolo | Druhé kolo             | Druhé kolo | Druhé kolo | Druhé kolo |  |  | Třetí kolo | Třetí kolo             | Třetí kolo | Třetí kolo | Třetí kolo |  |  | Čtvrtfinále | Čtvrtfinále           | Čtvrtfinále | Čtvrtfinále | Čtvrtfinále |
|            |                        |            |            |            |  |  |            |                        |            |            |            |  |  |            |                        |            |            |            |  |  |             |                       |             |             |             |
| 1          | A Barty (AUS)          | 4          | 3          |            |  |  |            |                        |            |            |            |  |  |            |                        |            |            |            |  |  |             |                       |             |             |             |
|            | S Sorribes Tormo (ESP) | 6          | 6          |            |  |  |            | S Sorribes Tormo (ESP) | 6          | 6          |            |  |  |            |                        |            |            |            |  |  |             |                       |             |             |             |
|            | F Ferro (FRA)          | 2          | 6          | 6          |  |  |            | F Ferro (FRA)          | 1          | 4          |            |  |  |            |                        |            |            |            |  |  |             |                       |             |             |             |
|            | A Sevastova (LAT)      | 6          | 4          | 2          |  |  |            |                        |            |            |            |  |  |            | S Sorribes Tormo (ESP) | 1          | 3          |            |  |  |             |                       |             |             |             |
| ITF        | A-L Friedsam (GER)     | 7          | 6          |            |  |  |            |                        |            |            |            |  |  | 13         | A Pavljučenkova (ROC)  | 6          | 6          |            |  |  |             |                       |             |             |             |
|            | H Watson (GBR)         | 65         | 3          |            |  |  | ITF        | A-L Friedsam (GER)     | 1          | 1          |            |  |  |            |                        |            |            |            |  |  |             |                       |             |             |             |
| ITF        | S Errani (ITA)         | 0          | 1          |            |  |  | 13         | A Pavljučenkova (ROC)  | 6          | 6          |            |  |  |            |                        |            |            |            |  |  |             |                       |             |             |             |
| 13         | A Pavljučenkova (ROC)  | 6          | 6          |            |  |  |            |                        |            |            |            |  |  |            |                        |            |            |            |  |  | 13          | A Pavljučenkova (ROC) | 0           | 6           | 3           |
| 9          | B Bencic (SUI)         | 6          | 6          |            |  |  |            |                        |            |            |            |  |  |            |                        |            |            |            |  |  | 9           | B Bencic (SUI)        | 6           | 3           | 6           |
|            | J Pegula (USA)         | 3          | 3          |            |  |  | 9          | B Bencic (SUI)         | 6          | 6          |            |  |  |            |                        |            |            |            |  |  |             |                       |             |             |             |
|            | M Doi (JPN)            | 6          | 6          |            |  |  |            | M Doi (JPN)            | 2          | 4          |            |  |  |            |                        |            |            |            |  |  |             |                       |             |             |             |
| Alt        | R Zarazúa (MEX)        | 3          | 2          |            |  |  |            |                        |            |            |            |  |  | 9          | B Bencic (SUI)         | 1          | 6          | 6          |  |  |             |                       |             |             |             |
|            | L Fernandez (CAN)      | 6          | 3          | 6          |  |  |            |                        |            |            |            |  |  | 8          | B Krejčíková (CZE)     | 6          | 2          | 3          |  |  |             |                       |             |             |             |
|            | D Jastremska (UKR)     | 3          | 6          | 3          |  |  |            | L Fernandez (CAN)      | 2          | 4          |            |  |  |            |                        |            |            |            |  |  |             |                       |             |             |             |
|            | Z Dijas (KAZ)          | 2r         |            |            |  |  | 8          | B Krejčíková (CZE)     | 6          | 6          |            |  |  |            |                        |            |            |            |  |  |             |                       |             |             |             |
| 8          | B Krejčíková (CZE)     | 5          |            |            |  |  |            |                        |            |            |            |  |  |            |                        |            |            |            |  |  |             |                       |             |             |             |

#### 2. sekce
| První kolo | První kolo           | První kolo | První kolo | První kolo |  |  | Druhé kolo | Druhé kolo           | Druhé kolo | Druhé kolo | Druhé kolo |  |  | Třetí kolo | Třetí kolo           | Třetí kolo | Třetí kolo | Třetí kolo |  |  | Čtvrtfinále | Čtvrtfinále      | Čtvrtfinále | Čtvrtfinále | Čtvrtfinále |
|            |                      |            |            |            |  |  |            |                      |            |            |            |  |  |            |                      |            |            |            |  |  |             |                  |             |             |             |
| 3          | A Sabalenka (BLR)    | 6          | 6          |            |  |  |            |                      |            |            |            |  |  |            |                      |            |            |            |  |  |             |                  |             |             |             |
|            | M Linette (POL)      | 2          | 1          |            |  |  | 3          | A Sabalenka (BLR)    | 4          | 6          | 63         |  |  |            |                      |            |            |            |  |  |             |                  |             |             |             |
|            | C Garcia (FRA)       | 2          | 7          | 3          |  |  |            | D Vekić (CRO)        | 6          | 3          | 7          |  |  |            |                      |            |            |            |  |  |             |                  |             |             |             |
|            | D Vekić (CRO)        | 6          | 62         | 6          |  |  |            |                      |            |            |            |  |  |            | D Vekić (CRO)        | 63         | 4          |            |  |  |             |                  |             |             |             |
| ITF        | M Šaríf (EGY)        | 5          | 61         |            |  |  |            |                      |            |            |            |  |  | 15         | J Rybakina (KAZ)     | 7          | 6          |            |  |  |             |                  |             |             |             |
|            | R Peterson (SWE)     | 7          | 7          |            |  |  |            | R Peterson (SWE)     | 2          | 3          |            |  |  |            |                      |            |            |            |  |  |             |                  |             |             |             |
| ITF        | S Stosur (AUS)       | 4          | 2          |            |  |  | 15         | J Rybakina (KAZ)     | 6          | 6          |            |  |  |            |                      |            |            |            |  |  |             |                  |             |             |             |
| 15         | J Rybakina (KAZ)     | 6          | 6          |            |  |  |            |                      |            |            |            |  |  |            |                      |            |            |            |  |  | 15          | J Rybakina (KAZ) | 7           | 6           |             |
| 10         | P Kvitová (CZE)      | 6          | 6          |            |  |  |            |                      |            |            |            |  |  |            |                      |            |            |            |  |  | 7           | G Muguruza (ESP) | 5           | 1           |             |
|            | J Paolini (ITA)      | 4          | 3          |            |  |  | 10         | P Kvitová (CZE)      | 7          | 3          | 0          |  |  |            |                      |            |            |            |  |  |             |                  |             |             |             |
| PR         | I Jorović (SRB)      | 3          | 2          |            |  |  |            | A Van Uytvanck (BEL) | 5          | 6          | 6          |  |  |            |                      |            |            |            |  |  |             |                  |             |             |             |
|            | A Van Uytvanck (BEL) | 6          | 6          |            |  |  |            |                      |            |            |            |  |  |            | A Van Uytvanck (BEL) | 4          | 1          |            |  |  |             |                  |             |             |             |
| ITF        | V Cepede Royg (PAR)  | 4          | 3          |            |  |  |            |                      |            |            |            |  |  | 7          | G Muguruza (ESP)     | 6          | 6          |            |  |  |             |                  |             |             |             |
| ITF        | Č Wang (CHN)         | 6          | 6          |            |  |  | ITF        | Č Wang (CHN)         | 3          | 0          |            |  |  |            |                      |            |            |            |  |  |             |                  |             |             |             |
|            | V Kuděrmetova (ROC)  | 5          | 5          |            |  |  | 7          | G Muguruza (ESP)     | 6          | 6          |            |  |  |            |                      |            |            |            |  |  |             |                  |             |             |             |
| 7          | G Muguruza (ESP)     | 7          | 7          |            |  |  |            |                      |            |            |            |  |  |            |                      |            |            |            |  |  |             |                  |             |             |             |

### Dolní polovina

#### 3. sekce
| První kolo | První kolo             | První kolo | První kolo | První kolo |  |  | Druhé kolo | Druhé kolo             | Druhé kolo | Druhé kolo | Druhé kolo |  |  | Třetí kolo | Třetí kolo        | Třetí kolo | Třetí kolo | Třetí kolo |  |  | Čtvrtfinále | Čtvrtfinále       | Čtvrtfinále | Čtvrtfinále | Čtvrtfinále |
|            |                        |            |            |            |  |  |            |                        |            |            |            |  |  |            |                   |            |            |            |  |  |             |                   |             |             |             |
| 5          | Ka Plíšková (CZE)      | 6          | 6          |            |  |  |            |                        |            |            |            |  |  |            |                   |            |            |            |  |  |             |                   |             |             |             |
|            | A Cornet (FRA)         | 1          | 3          |            |  |  | 5          | Ka Plíšková (CZE)      | 6          | 60         | 6          |  |  |            |                   |            |            |            |  |  |             |                   |             |             |             |
| PR         | C Suárez Navarro (ESP) | 6          | 6          |            |  |  | PR         | C Suárez Navarro (ESP) | 3          | 7          | 1          |  |  |            |                   |            |            |            |  |  |             |                   |             |             |             |
|            | O Jabeur (TUN)         | 4          | 1          |            |  |  |            |                        |            |            |            |  |  | 5          | Ka Plíšková (CZE) | 4          | 2          |            |  |  |             |                   |             |             |             |
|            | J Ostapenko (LAT)      | 4          | 7          | 4          |  |  |            |                        |            |            |            |  |  |            | C Giorgi (ITA)    | 6          | 6          |            |  |  |             |                   |             |             |             |
| PR         | J Vesnina (ROC)        | 6          | 62         | 6          |  |  | PR         | J Vesnina (ROC)        | 3          | 1          |            |  |  |            |                   |            |            |            |  |  |             |                   |             |             |             |
|            | C Giorgi (ITA)         | 6          | 6          |            |  |  |            | C Giorgi (ITA)         | 6          | 6          |            |  |  |            |                   |            |            |            |  |  |             |                   |             |             |             |
| 11         | J Brady (USA)          | 3          | 2          |            |  |  |            |                        |            |            |            |  |  |            |                   |            |            |            |  |  |             | C Giorgi (ITA)    | 4           | 4           |             |
| 14         | M Sakkari (GRE)        | 7          | 6          |            |  |  |            |                        |            |            |            |  |  |            |                   |            |            |            |  |  | 4           | E Svitolina (UKR) | 6           | 6           |             |
|            | A Kontaveit (EST)      | 5          | 2          |            |  |  | 14         | M Sakkari (GRE)        | 6          | 6          |            |  |  |            |                   |            |            |            |  |  |             |                   |             |             |             |
|            | N Stojanović (SRB)     | 6          | 6          |            |  |  |            | N Stojanović (SRB)     | 1          | 2          |            |  |  |            |                   |            |            |            |  |  |             |                   |             |             |             |
|            | N Hibino (JPN)         | 3          | 3          |            |  |  |            |                        |            |            |            |  |  | 14         | M Sakkari (GRE)   | 7          | 3          | 4          |  |  |             |                   |             |             |             |
| PR         | J Švedova (KAZ)        | 5          | 2r         |            |  |  |            |                        |            |            |            |  |  | 4          | E Svitolina (UKR) | 5          | 6          | 6          |  |  |             |                   |             |             |             |
|            | A Tomljanović (AUS)    | 7          | 2          |            |  |  |            | A Tomljanović (AUS)    | 6          | 3          | 4          |  |  |            |                   |            |            |            |  |  |             |                   |             |             |             |
|            | L Siegemund (GER)      | 3          | 7          | 4          |  |  | 4          | E Svitolina (UKR)      | 4          | 6          | 6          |  |  |            |                   |            |            |            |  |  |             |                   |             |             |             |
| 4          | E Svitolina (UKR)      | 6          | 5          | 6          |  |  |            |                        |            |            |            |  |  |            |                   |            |            |            |  |  |             |                   |             |             |             |

#### 4. sekce
| První kolo | První kolo              | První kolo | První kolo | První kolo |  |  | Druhé kolo | Druhé kolo          | Druhé kolo | Druhé kolo | Druhé kolo |  |  | Třetí kolo | Třetí kolo          | Třetí kolo | Třetí kolo | Třetí kolo |  |  | Čtvrtfinále | Čtvrtfinále         | Čtvrtfinále | Čtvrtfinále | Čtvrtfinále |
|            |                         |            |            |            |  |  |            |                     |            |            |            |  |  |            |                     |            |            |            |  |  |             |                     |             |             |             |
| 6          | I Świątek (POL)         | 6          | 6          |            |  |  |            |                     |            |            |            |  |  |            |                     |            |            |            |  |  |             |                     |             |             |             |
| PR         | M Barthel (GER)         | 2          | 2          |            |  |  | 6          | I Świątek (POL)     | 3          | 64         |            |  |  |            |                     |            |            |            |  |  |             |                     |             |             |             |
|            | P Badosa (ESP)          | 64         | 6          | 6          |  |  |            | P Badosa (ESP)      | 6          | 7          |            |  |  |            |                     |            |            |            |  |  |             |                     |             |             |             |
|            | K Mladenovic (FRA)      | 7          | 3          | 0          |  |  |            |                     |            |            |            |  |  |            | P Badosa (ESP)      | 6          | 6          |            |  |  |             |                     |             |             |             |
|            | J Putinceva (KAZ)       | 64         | 3r         |            |  |  |            |                     |            |            |            |  |  | ITF        | N Podoroska (ARG)   | 2          | 3          |            |  |  |             |                     |             |             |             |
| ITF        | N Podoroska (ARG)       | 7          | 1          |            |  |  | ITF        | N Podoroska (ARG)   | 6          | 6          |            |  |  |            |                     |            |            |            |  |  |             |                     |             |             |             |
|            | J Alexandrova (ROC)     | 4          | 6          | 6          |  |  |            | J Alexandrova (ROC) | 1          | 3          |            |  |  |            |                     |            |            |            |  |  |             |                     |             |             |             |
| 12         | E Mertens (BEL)         | 6          | 4          | 4          |  |  |            |                     |            |            |            |  |  |            |                     |            |            |            |  |  |             | P Badosa (ESP)      | 3           | 0r          |             |
| 16         | K Bertens (NED)         | 4          | 6          | 4          |  |  |            |                     |            |            |            |  |  |            |                     |            |            |            |  |  | PR          | M Vondroušová (CZE) | 6           | 0           |             |
| PR         | M Vondroušová (CZE)     | 6          | 3          | 6          |  |  | PR         | M Vondroušová (CZE) | 6          | 6          |            |  |  |            |                     |            |            |            |  |  |             |                     |             |             |             |
| ITF        | M Buzărnescu (ROU)      | 60         | 7          | 6          |  |  | ITF        | M Buzărnescu (ROU)  | 1          | 2          |            |  |  |            |                     |            |            |            |  |  |             |                     |             |             |             |
|            | A Riske (USA)           | 7          | 5          | 4          |  |  |            |                     |            |            |            |  |  | PR         | M Vondroušová (CZE) | 6          | 6          |            |  |  |             |                     |             |             |             |
|            | MC Osorio Serrano (COL) | 4          | 1          |            |  |  |            |                     |            |            |            |  |  | 2          | N Ósaka (JPN)       | 1          | 4          |            |  |  |             |                     |             |             |             |
|            | V Golubic (SUI)         | 6          | 6          |            |  |  |            | V Golubic (SUI)     | 3          | 2          |            |  |  |            |                     |            |            |            |  |  |             |                     |             |             |             |
|            | S-s Čeng (CHN)          | 1          | 4          |            |  |  | 2          | N Ósaka (JPN)       | 6          | 6          |            |  |  |            |                     |            |            |            |  |  |             |                     |             |             |             |
| 2          | N Ósaka (JPN)           | 6          | 6          |            |  |  |            |                     |            |            |            |  |  |            |                     |            |            |            |  |  |             |                     |             |             |             |

## Seznam kvalifikovaných tenistek
| Seznam tenistek ženské dvouhry       | | | | | |
| Poř.                                 | žebříček                                                                                           | tenistka                                                                                           | národní olympijský výbor                                                                           | body WTA                                                                                           | Redukce                                                                                            |
| Přímo postupující podle žebříčku WTA | | | | | |
| 1.                                   | 1                                                                                                  | Ashleigh Bartyová                                                                                  | Austrálie                                                                                          | 8 245                                                                                              | 1                                                                                                  |
| 2.                                   | 2.                                                                                                 | Naomi Ósakaová                                                                                     | Japonsko                                                                                           | 7 401                                                                                              | 1                                                                                                  |
| a                                    | 3.                                                                                                 | Simona Halepová                                                                                    | Rumunsko                                                                                           | 6 330                                                                                              | –                                                                                                  |
| 3.                                   | 4.                                                                                                 | Aryna Sabalenková                                                                                  | Bělorusko                                                                                          | 6 195                                                                                              | 1                                                                                                  |
| a                                    | 5                                                                                                  | Sofia Keninová                                                                                     | Spojené státy americké                                                                             | 5 865                                                                                              | –                                                                                                  |
| 4.                                   | 6.                                                                                                 | Elina Svitolinová                                                                                  | Ukrajina                                                                                           | 5 835                                                                                              | 1                                                                                                  |
| a                                    | 7.                                                                                                 | Bianca Andreescuová                                                                                | Kanada                                                                                             | 5 265                                                                                              | –                                                                                                  |
| a                                    | 8.                                                                                                 | Serena Williamsová                                                                                 | Spojené státy americké                                                                             | 4 931                                                                                              | –                                                                                                  |
| 5.                                   | 9.                                                                                                 | Iga Świąteková                                                                                     | Polsko                                                                                             | 4 435                                                                                              | 1                                                                                                  |
| 6.                                   | 10.                                                                                                | Karolína Plíšková                                                                                  | Česko                                                                                              | 4 285                                                                                              | 1                                                                                                  |
| 7.                                   | 11.                                                                                                | Petra Kvitová                                                                                      | Česko                                                                                              | 4 115                                                                                              | 2                                                                                                  |
| 8.                                   | 12.                                                                                                | Belinda Bencicová                                                                                  | Švýcarsko                                                                                          | 4 080                                                                                              | 1                                                                                                  |
| 9.                                   | 13.                                                                                                | Garbiñe Muguruzaová                                                                                | Španělsko                                                                                          | 4 000                                                                                              | 1                                                                                                  |
| 10.                                  | 14.                                                                                                | Jennifer Bradyová                                                                                  | Spojené státy americké                                                                             | 3 840                                                                                              | 1                                                                                                  |
| 11.                                  | 15.                                                                                                | Barbora Krejčíková                                                                                 | Česko                                                                                              | 3 733                                                                                              | 3                                                                                                  |
| a                                    | 16.                                                                                                | Viktoria Azarenková                                                                                | Bělorusko                                                                                          | 3 696                                                                                              | –                                                                                                  |
| 12.                                  | 16.PR(41.)                                                                                         | Markéta Vondroušová                                                                                | Česko                                                                                              | 1 686                                                                                              | 4                                                                                                  |
| 13.                                  | 17.                                                                                                | Elise Mertensová                                                                                   | Belgie                                                                                             | 3 685                                                                                              | 1                                                                                                  |
| 14.                                  | 18.                                                                                                | Maria Sakkariová                                                                                   | Řecko                                                                                              | 3 480                                                                                              | 1                                                                                                  |
| 15.                                  | 19.                                                                                                | Anastasija Pavljučenkovová                                                                         | Sportovci ROV                                                                                      | 3 300                                                                                              | 1                                                                                                  |
| 16.                                  | 20.                                                                                                | Kiki Bertensová                                                                                    | Nizozemsko                                                                                         | 3 220                                                                                              | 1                                                                                                  |
| 17.e                                 | 21.                                                                                                | Jelena Rybakinová                                                                                  | Kazachstán                                                                                         | 3 043                                                                                              | 1                                                                                                  |
| c                                    | 22.                                                                                                | Karolína Muchová                                                                                   | Česko                                                                                              | 2 876                                                                                              | –                                                                                                  |
| a                                    | 23.                                                                                                | Coco Gauffová                                                                                      | Spojené státy americké                                                                             | 2 780                                                                                              | –                                                                                                  |
| 18.                                  | 24.                                                                                                | Ons Džabúrová                                                                                      | Tunisko                                                                                            | 2 415                                                                                              | 1                                                                                                  |
| b                                    | 25.                                                                                                | Petra Martićová                                                                                    | Chorvatsko                                                                                         | 2 360                                                                                              | –                                                                                                  |
| 19.                                  | 26.                                                                                                | Jessica Pegulaová                                                                                  | Spojené státy americké                                                                             | 2 339                                                                                              | 2                                                                                                  |
| a                                    | 27.                                                                                                | Angelique Kerberová                                                                                | Německo                                                                                            | 2 320                                                                                              | –                                                                                                  |
| a                                    | 28.                                                                                                | Madison Keysová                                                                                    | Spojené státy americké                                                                             | 2 306                                                                                              | –                                                                                                  |
| 20.                                  | 29.                                                                                                | Anett Kontaveitová                                                                                 | Estonsko                                                                                           | 2 265                                                                                              | 1                                                                                                  |
| a                                    | 30.                                                                                                | Johanna Kontaová                                                                                   | Velká Británie                                                                                     | 2 265                                                                                              | –                                                                                                  |
| 21.                                  | 31.                                                                                                | Alison Riskeová                                                                                    | Spojené státy americké                                                                             | 2 181                                                                                              | 3                                                                                                  |
| 22.                                  | 32.                                                                                                | Veronika Kuděrmetovová                                                                             | Sportovci ROV                                                                                      | 2 100                                                                                              | 2                                                                                                  |
| 23.e                                 | 33.                                                                                                | Paula Badosová                                                                                     | Španělsko                                                                                          | 2 060                                                                                              | 2                                                                                                  |
| 24.                                  | 34.                                                                                                | Jekatěrina Alexandrovová                                                                           | Sportovci ROV                                                                                      | 1 940                                                                                              | 3                                                                                                  |
| a                                    | 35.                                                                                                | Darja Kasatkinová                                                                                  | Sportovci ROV                                                                                      | 1 860                                                                                              | –                                                                                                  |
| a                                    | 36.                                                                                                | Čang Šuaj                                                                                          | Čína                                                                                               | 1 798                                                                                              | –                                                                                                  |
| 25.                                  | 37.                                                                                                | Dajana Jastremská                                                                                  | Ukrajina                                                                                           | 1 765                                                                                              | 2                                                                                                  |
| As1                                  | 38.                                                                                                | Wang Čchiang                                                                                       | Čína                                                                                               | 1 700                                                                                              | 1                                                                                                  |
| a                                    | 39.                                                                                                | Světlana Kuzněcovová                                                                               | Sportovci ROV                                                                                      | 1 692                                                                                              | –                                                                                                  |
| Am1                                  | 40.                                                                                                | Nadia Podoroská                                                                                    | Argentina                                                                                          | 1 687                                                                                              | 1                                                                                                  |
| 26.                                  | 42.                                                                                                | Julia Putincevová                                                                                  | Kazachstán                                                                                         | 1 685                                                                                              | 2                                                                                                  |
| 27.                                  | 43.                                                                                                | Jeļena Ostapenková                                                                                 | Lotyšsko                                                                                           | 1 680                                                                                              | 1                                                                                                  |
| 28.                                  | 44.                                                                                                | Magda Linetteová                                                                                   | Polsko                                                                                             | 1 698                                                                                              | 2                                                                                                  |
| a                                    | 45.                                                                                                | Sorana Cîrsteaová                                                                                  | Rumunsko                                                                                           | 1 614                                                                                              | –                                                                                                  |
| c                                    | 46.                                                                                                | Shelby Rogersová                                                                                   | Spojené státy americké                                                                             | 1 558                                                                                              | –                                                                                                  |
| a                                    | 47.                                                                                                | Tamara Zidanšeková                                                                                 | Slovinsko                                                                                          | 1 550                                                                                              | –                                                                                                  |
| 29.                                  | 47.PR(435.)                                                                                        | Jaroslava Švedovová                                                                                | Kazachstán                                                                                         | 107                                                                                                | 3                                                                                                  |
| c                                    | 48.                                                                                                | Danielle Collinsová                                                                                | Spojené státy americké                                                                             | 1 529                                                                                              | –                                                                                                  |
| 30.                                  | 49.                                                                                                | Fiona Ferrová                                                                                      | Francie                                                                                            | 1 500                                                                                              | 1                                                                                                  |
| bc                                   | 50.                                                                                                | Marie Bouzková                                                                                     | Česko                                                                                              | 1 475                                                                                              | –                                                                                                  |
| 31.                                  | 51.                                                                                                | Čeng Saj-saj                                                                                       | Čína                                                                                               | 1 460                                                                                              | 2                                                                                                  |
| a                                    | 52.                                                                                                | Jil Teichmannová                                                                                   | Švýcarsko                                                                                          | 1 460                                                                                              | –                                                                                                  |
| 32.                                  | 52.PR(357.)                                                                                        | Jelena Vesninová                                                                                   | Sportovci ROV                                                                                      | 141                                                                                                | 4                                                                                                  |
| 33.                                  | 53.                                                                                                | Sara Sorribesová Tormová                                                                           | Španělsko                                                                                          | 1 440                                                                                              | 3                                                                                                  |
| 34.                                  | 54.                                                                                                | Donna Vekićová                                                                                     | Chorvatsko                                                                                         | 1 440                                                                                              | 1                                                                                                  |
| 35.                                  | 55.                                                                                                | Laura Siegemundová                                                                                 | Německo                                                                                            | 1 428                                                                                              | 1                                                                                                  |
| d                                    | 56.                                                                                                | Barbora Strýcová                                                                                   | Česko                                                                                              | 1 412                                                                                              | –                                                                                                  |
| 36.                                  | 57.                                                                                                | Anastasija Sevastovová                                                                             | Lotyšsko                                                                                           | 1 405                                                                                              | 2                                                                                                  |
| 37.                                  | 58.                                                                                                | Rebecca Petersonová                                                                                | Švédsko                                                                                            | 1 330                                                                                              | 1                                                                                                  |
| 38.                                  | 59.                                                                                                | Kristina Mladenovicová                                                                             | Francie                                                                                            | 1 320                                                                                              | 2                                                                                                  |
| a                                    | 60.                                                                                                | Danka Kovinićová                                                                                   | Černá Hora                                                                                         | 1 330                                                                                              | –                                                                                                  |
| b                                    | 61.                                                                                                | Patricia Maria Țigová                                                                              | Rumunsko                                                                                           | 1 264                                                                                              | –                                                                                                  |
| b                                    | 62.                                                                                                | Sie Šu-wej                                                                                         | Tchaj-wan                                                                                          | 1 263                                                                                              | –                                                                                                  |
| 39.                                  | 63.                                                                                                | Alizé Cornetová                                                                                    | Francie                                                                                            | 1 240                                                                                              | 3                                                                                                  |
| 40.                                  | 64.                                                                                                | Alison Van Uytvancková                                                                             | Belgie                                                                                             | 1 235                                                                                              | 2                                                                                                  |
| a                                    | 65.                                                                                                | Marta Kosťuková                                                                                    | Ukrajina                                                                                           | 1 170                                                                                              | –                                                                                                  |
| 41.                                  | 66.                                                                                                | Leylah Fernandezová                                                                                | Kanada                                                                                             | 1 159                                                                                              | 1                                                                                                  |
| c                                    | 67.                                                                                                | Sloane Stephensová                                                                                 | Spojené státy americké                                                                             | 1 157                                                                                              | –                                                                                                  |
| bc                                   | 68.                                                                                                | Ann Liová                                                                                          | Spojené státy americké                                                                             | 1 142                                                                                              | –                                                                                                  |
| 42.                                  | 68.PR(138.)                                                                                        | Carla Suárezová Navarrová                                                                          | Španělsko                                                                                          | 582                                                                                                | 4                                                                                                  |
| bc                                   | 69.                                                                                                | Bernarda Peraová                                                                                   | Spojené státy americké                                                                             | 1 140                                                                                              | –                                                                                                  |
| 43.                                  | 70.                                                                                                | Heather Watsonová                                                                                  | Velká Británie                                                                                     | 1 129                                                                                              | 1                                                                                                  |
| 44.                                  | 71.                                                                                                | Viktorija Golubicová                                                                               | Švýcarsko                                                                                          | 1 126                                                                                              | 2                                                                                                  |
| 45.                                  | 72.                                                                                                | Ajla Tomljanovićová                                                                                | Austrálie                                                                                          | 1 110                                                                                              | 2                                                                                                  |
| b                                    | 73.                                                                                                | Polona Hercogová                                                                                   | Slovinsko                                                                                          | 1 106                                                                                              | –                                                                                                  |
| 46.                                  | 74.                                                                                                | Caroline Garciaová                                                                                 | Francie                                                                                            | 1 100                                                                                              | 4                                                                                                  |
| c                                    | 75.                                                                                                | Kateřina Siniaková                                                                                 | Česko                                                                                              | 1 085                                                                                              | –                                                                                                  |
| 47.                                  | 76.                                                                                                | Camila Giorgiová                                                                                   | Itálie                                                                                             | 1 080                                                                                              | 1                                                                                                  |
| a                                    | 77.                                                                                                | Kaia Kanepiová                                                                                     | Estonsko                                                                                           | 1 048                                                                                              | –                                                                                                  |
| a                                    | 78.                                                                                                | Irina-Camelia Beguová                                                                              | Rumunsko                                                                                           | 1 044                                                                                              | –                                                                                                  |
| c                                    | 79.                                                                                                | Amanda Anisimovová                                                                                 | Spojené státy americké                                                                             | 1 040                                                                                              | –                                                                                                  |
| c                                    | 80.                                                                                                | Madison Brengleová                                                                                 | Spojené státy americké                                                                             | 1 025                                                                                              | –                                                                                                  |
| 48.                                  | 81.                                                                                                | Misaki Doiová                                                                                      | Japonsko                                                                                           | 1 021                                                                                              | 2                                                                                                  |
| c                                    | 82.                                                                                                | Anastasija Potapovová                                                                              | Sportovci ROV                                                                                      | 1 001                                                                                              | –                                                                                                  |
| a                                    | 83.                                                                                                | Arantxa Rusová                                                                                     | Nizozemsko                                                                                         | 1 001                                                                                              | –                                                                                                  |
| 49.                                  | 84.                                                                                                | Nao Hibinová                                                                                       | Japonsko                                                                                           | 993                                                                                                | 3                                                                                                  |
| 50.                                  | 85.                                                                                                | Nina Stojanovićová                                                                                 | Srbsko                                                                                             | 983                                                                                                | 1                                                                                                  |
| bc                                   | 86.                                                                                                | Varvara Gračovová                                                                                  | Sportovci ROV                                                                                      | 966                                                                                                | –                                                                                                  |
| 51.                                  | 87.                                                                                                | Jasmine Paoliniová                                                                                 | Itálie                                                                                             | 958                                                                                                | 2                                                                                                  |
| c                                    | 88.                                                                                                | Anna Blinkovová                                                                                    | Sportovci ROV                                                                                      | 940                                                                                                | –                                                                                                  |
| c                                    | 89.                                                                                                | Lauren Davisová                                                                                    | Spojené státy americké                                                                             | 930                                                                                                | –                                                                                                  |
| bc                                   | 90.                                                                                                | Tereza Martincová                                                                                  | Česko                                                                                              | 910                                                                                                | –                                                                                                  |
| 52.                                  | 90.PR(279.)                                                                                        | Ivana Jorovićová                                                                                   | Srbsko                                                                                             | 240                                                                                                | 2                                                                                                  |
| b                                    | 91.                                                                                                | Ana Bogdanová                                                                                      | Rumunsko                                                                                           | 880                                                                                                | –                                                                                                  |
| c                                    | 92.                                                                                                | Kristýna Plíšková                                                                                  | Česko                                                                                              | 870                                                                                                | –                                                                                                  |
| a                                    | 93.                                                                                                | Clara Tausonová                                                                                    | Dánsko                                                                                             | 870                                                                                                | –                                                                                                  |
| 53.                                  | 94.                                                                                                | María Camila Osorio Serranová                                                                      | Kolumbie                                                                                           | 868                                                                                                | 1                                                                                                  |
| a                                    | 95.                                                                                                | Kirsten Flipkensová                                                                                | Belgie                                                                                             | 862                                                                                                | –                                                                                                  |
| bc                                   | 96.                                                                                                | Christina McHaleová                                                                                | Spojené státy americké                                                                             | 847                                                                                                | –                                                                                                  |
| c                                    | 97.                                                                                                | Věra Zvonarevová                                                                                   | Sportovci ROV                                                                                      | 847                                                                                                | –                                                                                                  |
| a                                    | 98.                                                                                                | Martina Trevisanová                                                                                | Itálie                                                                                             | 841                                                                                                | –                                                                                                  |
| b                                    | 99.                                                                                                | Ču Lin                                                                                             | Čína                                                                                               | 837                                                                                                | –                                                                                                  |
| bc                                   | 100.                                                                                               | Margarita Gasparjanová                                                                             | Sportovci ROV                                                                                      | 826                                                                                                | –                                                                                                  |
| a                                    | 101.                                                                                               | Aljaksandra Sasnovičová                                                                            | Bělorusko                                                                                          | 818                                                                                                | –                                                                                                  |
| 54.                                  | 101.PR(187.)                                                                                       | Mona Barthelová                                                                                    | Německo                                                                                            | 366                                                                                                | 2                                                                                                  |
| 55.                                  | 102.                                                                                               | Zarina Dijasová                                                                                    | Kazachstán                                                                                         | 816                                                                                                | 4                                                                                                  |
| c                                    | 103.                                                                                               | Venus Williamsová                                                                                  | Spojené státy americké                                                                             | 814                                                                                                | –                                                                                                  |
| a                                    | 104.                                                                                               | Kaja Juvanová                                                                                      | Slovinsko                                                                                          | 783                                                                                                | –                                                                                                  |
| Ev1                                  | 104.PR(160.)                                                                                       | Mihaela Buzărnescuová                                                                              | Rumunsko                                                                                           | 485                                                                                                | 1                                                                                                  |
| a                                    | 105.                                                                                               | Viktorija Tomovová                                                                                 | Bulharsko                                                                                          | 775                                                                                                | –                                                                                                  |
| bc                                   | 106.                                                                                               | Ljudmila Samsonovová                                                                               | Sportovci ROV                                                                                      | 756                                                                                                | –                                                                                                  |
| 56.                                  | 107                                                                                                | Sara Erraniová                                                                                     | Itálie                                                                                             | 754                                                                                                | 3                                                                                                  |
| c                                    | 108.                                                                                               | Anna Kalinská                                                                                      | Sportovci ROV                                                                                      | 751                                                                                                | –                                                                                                  |
| 57.                                  | 109.                                                                                               | Anna-Lena Friedsamová                                                                              | Německo                                                                                            | 749                                                                                                | 3                                                                                                  |
| Kontinentální místa                  | | | | | |
| As1                                  | 38.                                                                                                | Wang Čchiang                                                                                       | Čína                                                                                               | viz žebříček výše                                                                                  | viz žebříček výše                                                                                  |
| Am1                                  | 40.                                                                                                | Nadia Podoroská                                                                                    | Argentina                                                                                          | viz žebříček výše                                                                                  | viz žebříček výše                                                                                  |
| Ev1                                  | 104.PR(160.)                                                                                       | Mihaela Buzărnescuová                                                                              | Rumunsko                                                                                           | viz žebříček výše                                                                                  | viz žebříček výše                                                                                  |
| Af1                                  | 117.                                                                                               | Majar Šarífová                                                                                     | Egypt                                                                                              | 696                                                                                                | 1                                                                                                  |
| Am2                                  | 191.                                                                                               | Verónica Cepedeová Roygová                                                                         | Paraguay                                                                                           | 363                                                                                                | 1                                                                                                  |
| Oc1                                  | 434.                                                                                               | Paige Houriganová                                                                                  | Nový Zéland                                                                                        | 108                                                                                                | –                                                                                                  |
| Olympijská / grandslamová vítězka    | | | | | |
| OG1                                  | 145.                                                                                               | Samantha Stosurová                                                                                 | Austrálie                                                                                          | 545                                                                                                | 3                                                                                                  |
| Další startující                     | | | | | |
| 58.                                  | 137.                                                                                               | Renata Zarazúová                                                                                   | Mexiko                                                                                             | 58                                                                                                 | 1                                                                                                  |
| Pořadatelský stát                    | | | | | |
| P1                                   | | využito u přímo postupujících                                                                      | Japonsko                                                                                           | | |
| Legenda                              | | | | | |
| a                                    | hráčka nestartovala pro zranění, z vlastního rozhodnutí či nebyla vybrána národní řídící autoritou | hráčka nestartovala pro zranění, z vlastního rozhodnutí či nebyla vybrána národní řídící autoritou | hráčka nestartovala pro zranění, z vlastního rozhodnutí či nebyla vybrána národní řídící autoritou | hráčka nestartovala pro zranění, z vlastního rozhodnutí či nebyla vybrána národní řídící autoritou | hráčka nestartovala pro zranění, z vlastního rozhodnutí či nebyla vybrána národní řídící autoritou |
| b                                    | hráčka nestartovala pro nízký počet nominací v Billie Jean King Cupu                               | hráčka nestartovala pro nízký počet nominací v Billie Jean King Cupu                               | hráčka nestartovala pro nízký počet nominací v Billie Jean King Cupu                               | hráčka nestartovala pro nízký počet nominací v Billie Jean King Cupu                               | hráčka nestartovala pro nízký počet nominací v Billie Jean King Cupu                               |
| c                                    | hráčka nestartovala pro omezený počet 4 tenistů na 1 národní olympijský výbor (viz redukce)        | hráčka nestartovala pro omezený počet 4 tenistů na 1 národní olympijský výbor (viz redukce)        | hráčka nestartovala pro omezený počet 4 tenistů na 1 národní olympijský výbor (viz redukce)        | hráčka nestartovala pro omezený počet 4 tenistů na 1 národní olympijský výbor (viz redukce)        | hráčka nestartovala pro omezený počet 4 tenistů na 1 národní olympijský výbor (viz redukce)        |
| d                                    | hráčka nestartovala pro ukončení kariéry                                                           | hráčka nestartovala pro ukončení kariéry                                                           | hráčka nestartovala pro ukončení kariéry                                                           | hráčka nestartovala pro ukončení kariéry                                                           | hráčka nestartovala pro ukončení kariéry                                                           |
| e                                    | hráčka obdržela povolení startu od ITF i přes nesplnění kritérií účasti v Billie Jean King Cupu    | hráčka obdržela povolení startu od ITF i přes nesplnění kritérií účasti v Billie Jean King Cupu    | hráčka obdržela povolení startu od ITF i přes nesplnění kritérií účasti v Billie Jean King Cupu    | hráčka obdržela povolení startu od ITF i přes nesplnění kritérií účasti v Billie Jean King Cupu    | hráčka obdržela povolení startu od ITF i přes nesplnění kritérií účasti v Billie Jean King Cupu    |
| PR                                   | hráčka nastoupila pod žebříčkovou ochranou                                                         | hráčka nastoupila pod žebříčkovou ochranou                                                         | hráčka nastoupila pod žebříčkovou ochranou                                                         | hráčka nastoupila pod žebříčkovou ochranou                                                         | hráčka nastoupila pod žebříčkovou ochranou                                                         |